# Tunceli (prowincja)
Prowincja Tunceli (tur. Tunceli ili) – jednostka administracyjna w Turcji, położona we wschodniej Anatolii. W roku 2021 zamieszkiwało ją ok. 83 tysiące osób.

## Dystrykty

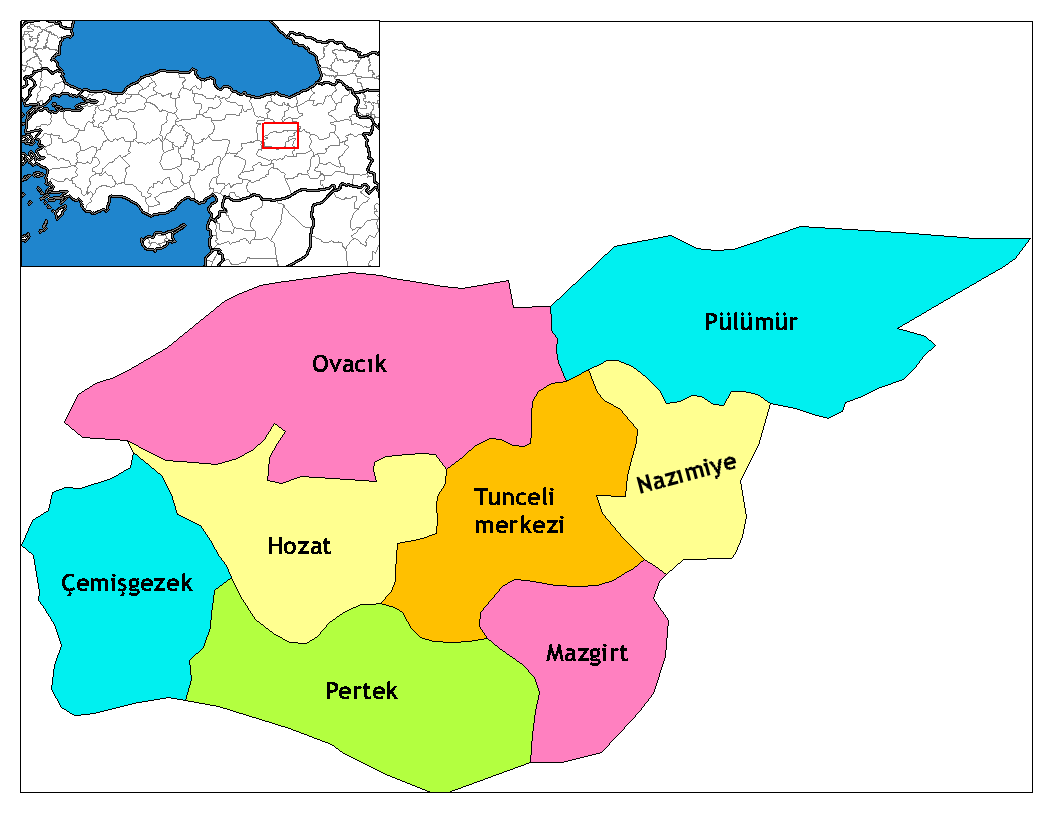
Dystrykty w prowincji Tunceli

Prowincja Tunceli dzieli się na osiem dystryktów:
- Çemişgezek
- Hozat
- Mazgirt
- Nazimiye
- Ovacık
- Pertek
- Pülümür
- Tunceli